# Encyclia howardii
Encyclia howardii es una especie de planta de la familia Orchidaceae endémica de Cuba.

## Descripción
Planta epifita, de hasta 80 cm de alto, con pseudobulbos. Hojas de 1-2, coriáceas, lineares, de ápice obtuso, de 35-40 cm de largo por 1,5-2,5 cm de ancho. La inflorescencia es terminal, en panícula, de hasta 80 cm de largo, de 10-30 flores. Florece desde abril hasta julio. Sus colores son muy llamativos, siendo el labelo de color rosado oscuro; y los tépalos y sépalos laterales de color mostaza. El lóbulo central del labelo completamente plicado y los lóbulos laterales son reflexos, siendo más grandes que el central.

## Distribución
Es endémica de Cuba; encontrándose en la zona montañosa de la región nororiental del país. 

## Taxonomía
Encyclia howardii fue descrita por (Ames & Correll) Hoehne.
Etimología
Encyclia: nombre genérico que procede del griego: “enkyklein” = (encerrar o rodear), en referencia a los lóbulos laterales del labelo que rodean la columna.
Howardii: epíteto dedicado a Richard A. Howard, quien la colecto por primera vez.